# Saliou Ndiaye
Saliou Ndiaye (4 de abril de 1996) es un deportista senegalés que compite en judo. Ganó tres medallas de bronce en el Campeonato Africano de Judo entre los años 2017 y 2024.

## Palmarés internacional
| Campeonato Africano | Campeonato Africano       | Campeonato Africano | Campeonato Africano |
| Año                 | Lugar                     | Medalla             | Categoría           |
| ------------------- | ------------------------- | ------------------- | ------------------- |
| 2017                | Antananarivo (Madagascar) | Medalla de bronce   | –81 kg              |
| 2021                | Dakar (Senegal)           | Medalla de bronce   | –81 kg              |
| 2024                | El Cairo (Egipto)         | Medalla de bronce   | –81 kg              |